# Protoctisten
Die Einteilung der Lebewesen in Systematiken ist kontinuierlicher Gegenstand der Forschung. So existieren neben- und nacheinander verschiedene systematische Klassifikationen. 
Das hier behandelte Taxon ist durch neue Forschungen obsolet geworden oder ist aus anderen Gründen nicht Teil der in der deutschsprachigen Wikipedia dargestellten Systematik.
Nicht zu verwechseln mit Protisten.
Als Protoctisten (Protoctista) werden alle eukaryotischen Lebewesen bezeichnet, die nicht zu den Tieren, Pflanzen oder Pilzen gehören. Es ist demnach ein systematischer Begriff im Rang eines Reichs, ist allerdings kein Taxon im phylogenetischen Sinne. Es umfasst alle Eukaryoten, die nicht zu den Tieren, Pflanzen oder Pilzen gehören und damit insbesondere alle Protisten. Zu den Protoctisten zählen Wimpertierchen, Foraminiferen, Apicomplexa, Eipilze und Schleimpilze, sowie alle Algen – von einzelligen bis zu großen, vielzelligen Tangen.
Den Protoctisten werden 4 weitere Reiche gegenübergestellt:
- Monera: alle Prokaryoten (Bakterien und Archaeen)
- Fungi: Pilze als haploide oder diploide Lebewesen, die sich aus Sporen entwickeln und in keinem Entwicklungsstadium Geißeln besitzen,
- Animalia: Tiere als diploide Lebewesen, die sich aus blastulären Embryonen entwickeln,
- Plantae: Pflanzen als Lebewesen, die sich aus von mütterlichem Gewebe umgebenen Embryonen entwickeln und bei denen Haplophasen und Diplophasen abwechseln.

Dieses Fünf-Reiche-System unterscheidet sich von einem anderen Fünf-Reiche-System, bei dem an Stelle der Protoctisten das Reich der Protisten den anderen 4 Reichen gegenübergestellt wird (Robert H. Whittaker, 1969). Die Protista umfassen im Gegensatz zu Protoctista nur einzellige, eukaryotische Lebewesen; dieses Taxon ist also weniger umfassend als das Reich Protoctista, zu dem auch alle vielzelligen Algen bis zu den großen Tangen gerechnet werden. Begründet wird die Einführung des Reichs Protoctista an Stelle des Reichs Protista damit, dass der Unterschied zwischen Einzelligkeit und Vielzelligkeit nicht ausreichend für die Aufteilung in zwei verschiedene Reiche ist und dadurch verwandte Lebewesen auf verschiedene hochrangige Taxa aufgeteilt werden.
Das Taxon Protoctista wurde ursprünglich 1861 von John Hogg eingeführt. 1956 wurde es von Herbert Faulkner Copeland erneut definiert, der jedoch abweichend von der modernen Definition die Pilze einbezog und die Grünalgen ausschloss. Die Aufstellung des Reichs Protoctista im System der Lebewesen wurde seit etwa Mitte der 1980er Jahre verstärkt propagiert; besonders ist hier Lynn Margulis zu nennen. In heutigen Systematiken entfällt es als Taxon jedoch meist, da es paraphyletisch ist.

## Stämme der Protoctisten
Nach Margulis et al. (1990) werden die Protoctisten in folgende Stämme (Phyla) eingeteilt:
- Rhizopoda
- Haplosporidia
- Paramyxea
- Myxozoa
- Microspora

- Acrasea
- Dictyostelida (Dictyostelium und Verwandte)
- Rhodophyta
- Conjugaphyta

- Xenophyophora
- Cryptophyta (Cryptophyceae und Verwandte)
- Glaucocystophyta
- Karyoblastea (alias Caryoblastea oder Archamoebae)
- Zoomastigina
- Euglenida
- Chlorarachnida
- Prymnesiophyta
- Raphidophyta
- Eustigmatophyta
- Actinopoda (mit den Radiolaria und Heliozoa)
- Hyphochytriomycota (Hyphochytriales)
- Labyrinthulomycota
- Plasmodiophoromycota

- Dinomastigota
- Chrysophyta
- Chytridiomycota
- Plasmodiale Schleimpilze
- Ciliophora
- Granuloreticulosa
- Apicomplexa
- Bacillariophyta
- Chlorophyta
- Oomycota
- Xanthophyta
- Phaeophyta